# 人格の入れ替わり
人格の入れ替わり（じんかくのいれかわり、英語：Body swap）とは、物語の作成技術の一つである。映画や小説などのフィクション作品に多く見られ、2人以上のキャラクターの人格が入れ替わる物語の類型である。
映像作品では、声の吹き替えや仕草などで入れ替わった事を表現する。

## 科学的な入れ替わり
科学的には、頭部移植、脳移植などにより体を入れ替えることは可能である。また、臓器移植により、記憶転移が起こる現象もテレビドキュメンタリーなどにみられる。
防御反応の訓練を施したジャンボアメフラシのRNAを別のジャンボアメフラシに移植し、記憶が移植されるかという研究がおこなわれ防御反応の引継ぎが見られたが、別の研究者たちは、「記憶が移植されたとは思えない」「さらなる検証が必要だ」「多くの研究者は面白がっているが、結果には懐疑的だ」と述べている。

## 作品群
1882年出版のエフ・アンスティ『Vice Versa（邦題：あべこべ）』以来、人格の入れ替わりは人気あるテーマとして様々なメディアにおいて発表されてきた。
また、この派生として、動物との意識の入れ替わり、時間や異世界を超えた人（もしくは自分）との意識の入れ替わりなどがある。
人格の入れ替わりを題材とした小説

### 1930年代
- Laughing Gas（英語版） (1936年P・G・ウッドハウスによる小説） – レジーとジョーイは、歯医者で笑気ガスを吸っているとお互いが入れ替わっていることに気づく。
- 戸をたたく怪物（英語版） (1937年ハワード・フィリップス・ラヴクラフトによる短編小説)

### 1970年代
- Freaky Friday（英語版） (1972年書籍) — 母と娘が入れ替わる。1976年にディズニーが『フリーキー・フライデー』として映画化し、1995年、2003年および2018年にリメイクもされている。様々なテレビ番組や派生エピソードに「Freaky Friday」のタイトルが付けられる。また、シットコムにも影響を与え、ディズニーチャンネルのいくつかの番組が身体の入れ替わりエピソードを特集している。

### 1980年代
- 転校生（1982年映画）ー幼なじみの男女が階段から転げ落ちた際に入れ替わる。山中恒の児童文学『おれがあいつであいつがおれで』の最初の映画化作品。少年と少女が入れ替わるという設定は以前からあるが、日本においては本作以降の設定を持つ作品は『転校生』を例えとして語られることが多い。これ以降、映画は勿論、NHK・民放のテレビドラマやVシネマに至るまで、『転校生』の要素をいいとこ取りしながら何度も繰り返し映像化がなされた。
- The Identity Matrix（英語版） (1982年ジャック・L・チョーカーによる小説） – ビクター・ゴンサーは異星人の人格交換計画の一環として、様々な女性と入れ替わる[3]。
- ハモンド家の秘密（1987年映画）
- Prelude to a Kiss（英語版） (1988年公開) – 謎の老人が結婚式の日に新婦とキスすることで身体を入れ替える。『キスへのプレリュード』のタイトルでアレック・ボールドウィンとメグ・ライアン主演による1992年に映画が公開されている[4]。

### 1990年代
- Dating the Enemy（英語版） (1996年映画) — オーストラリアのコメディで、ボーイフレンドとガールフレンドが入れ替わり、互いの身体で生活しなければならなくなる。

### 2000年代
- ホット・チック (2002年映画) – チアリーダーも務める人気者の女子高校生が、男性の身体に入った状態で自らの身体を探す[5]。
- It's a Boy Girl Thing（英語版） (2006年映画) – 10代の男の子と近所の女の子が入れ替わる[4]。
- パパとムスメの7日間（2007年テレビドラマ、原作は五十嵐貴久の小説） – 父娘の人格が入れ替わってしまう。2022年にはリメイク版が放送された。
- Boy Meets Girl (2009年テレビドラマ) —  2人の見知らぬ人同士が落雷により入れ替わる。

### 2010年代
- シークレット・ガーデン (2010年韓国のテレビドラマ) - スタントウーマンと美男子の社長が入れ替わる。
- チェンジ・アップ/オレはどっちで、アイツもどっち!?（2011年映画） – 弁護士で家庭持ちの男が、親友である俳優の男と入れ替わる[4][6]。
- 山田くんと7人の魔女（2012年吉河美希によるマンガ作品） - 男の子と女の子がキスをきっかけに入れ替わる[7][8]。
- 民王 (2015年テレビドラマ、原作は池井戸潤の小説) – 総理大臣の父親と勉強が苦手な大学生の息子の人格が入れ替わる。
- 君の名は。（2016年新海誠によるアニメ映画作品） - 10代の男女が断続的に入れ替わる[9]。

### 2020年代
- 天国と地獄〜サイコな2人〜 (2021年テレビドラマ) － 刑事と殺害事件の容疑者が階段から転げ落ちて入れ替わってしまう。